# باربا الشاطر
باربا شاطر (بالفرنسية: Barbapapa)‏ أو كما هو معروف في الدبلجة العربية بـ(باربا الشاطر) مسلسل كرتوني فرنسي مأخوذ من سلسلة كتب الأطفال صدرت في السبعينات من قبل أنيت تايسون وتالوس تايلور، في باريس، فرنسا. ترجم الكتاب لاحقاً إلى أكثر من 30 لغة ، بعد النجاح الذي حققه الكتاب تم إنتاج مسلسل كرتوني قصير مدة الحلقة فيه خمس دقائق، حيث وصل Barbapapa إلى جمهور أوسع عن طريق التلفزيون. وتم إصدار مجموعة مجلات وكتب عن السلسة فيما بعد تحمل رسائل هادفة تحث على الحفاظ على البيئة.

## القصة
ولد باربا بابا في حديقة. كزهرة تماماً. يمكن أن يتخد أي شكل. هو طيب جداً والجميع يحبه. غير بعيد عن القرية التي يعيش فيها صديقيه ، فريد وكريمة، فقد بنى بيتا مثله لعائلته. بالأشكال التي يتخذها كل مرة وبخياله الباهر، يستطيع التغلب بسلاسةٍ على المسائل التي تعترضه. هو دائما مستعد لمد يد العون. عطاؤه لا ينضب.